# Omotagus lacordairii
Omotagus lacordairii är en skalbaggsart som beskrevs av Francis Polkinghorne Pascoe 1867. Omotagus lacordairii ingår i släktet Omotagus och familjen långhorningar. Inga underarter finns listade i Catalogue of Life.